# أنبوب القصبة الهوائية
أنبوب القصبة الهوائية هو قسطرة يتم إدخالها في القصبة الهوائية بهدف دعم وحفظ المسالك الهوائية المفتوحة والتأكيد على تبادل الكمية الكافية من الأكسجين وثاني أكسيد الكربون.
تتوفر عدة أنواع من أنبوب القصبة الهوائية، وهي مناسبة لاستخدامات خاصة مختلفة:
- «أنبوب القصبة الهوائية الداخلي»: هو نوع مميز من أنواع أنابيب القصبة الهوائية، يتم إدخاله دائماً من خلال الفم (أنبوب القصبة الهوائية الفموي) أو من خلال الأنف (أنبوب القصبة الهوائية الأنفي).
- أنبوب شق القصبة الهوائية": هو نوع آخر من أنواع أنابيب القصبة الهوائية، يبلغ طوله من (2-3) إنش (51-76) مم. وهو منحنٍ معدني أو أنبوب بلاستيكي يمكن إدخاله في فُغْرَة (فتحة) ثقب القصبة الهوائية (التي تم إحداثها بعد عملية ثقب القصبة الهوائية) ليحفظ تجويف القصبة الهوائية سالكا وغير مغلق.
- «أنبوب القصبة الهوائيِّة الزِّرِي»: هو عبارة عن قُنَيَّة بلاستيكية صلبة طولها إنش واحد، ويمكن إدخاله في شق القصبة الهوائية.

## التطبيقات
يمكن أيضًا استخدام أنابيب القصبة الهوائية لتوصيل الأكسجين بتركيزات أعلى من الموجودة في الهواء أو لإدارة غازات أخرى مثل الهليوم أو أكسيد النيتريك أو أكسيد النيتروز أو الزينون أو بعض عوامل التخدير المتطايرة مثل ديسفلوران أو إيزوفلورين أو سيفوفلوران، يمكن أيضًا استخدام أنابيب القصبة الهوائية كطريق لإعطاء بعض الأدوية مثل السالبوتامول والأتروبين والإيبينيفرين والإبراتروبيوم واليدوكائين، كما تُستخدم أنابيب القصبة الهوائية بشكل شائع لإدارة مجرى الهواء في أماكن التخدير العام والرعاية الحرجة والتهوية الميكانيكية وطب الطوارئ.

## الأنبوب الرغامي
معظم الأنابيب الرغامية اليوم مصنوعة من البولي فينيل كلورايد لكن الأنابيب المتخصصة المصنوعة من مطاط السيليكون أو المطاط اللاتكس أو الفولاذ المقاوم للصدأ متاحة أيضًا على نطاق واسع، تحتوي معظم الأنابيب على كفة قابلة للنفخ لإغلاق القصبة الهوائية والشعب الهوائية ضد تسرب الهواء وشفط محتويات المعدة والدم والإفرازات والسوائل الأخرى.
تشمل أنواع الأنابيب الرغامية الفمية  والأنفية، والأنابيب المقواة والأنابيب الداخلية ذات التجويف المزدوج، للاستخدام البشري يتراوح حجم الأنابيب من 2 إلى 10.5 ملم في القطر الداخلي، يتم اختيار الحجم بناءً على حجم جسم المريض مع استخدام الأحجام الأصغر للأطفال وحديثي الولادة، معظم الأنابيب الحديثة مصنوعة في الأصل من المطاط الأحمر وهي مصنوعة من البولي فينيل كلورايد، قام روبرتشو (وآخرون) بتطوير أنابيب داخلية للقصبات الهوائية مزدوجة التجويف لجراحة الصدر، تعتبر أنابيب البولي فينيل كلوريد صلبة نسبيًا، بالمقارنة تم تطوير أنواع مختلفة من أنابيب القصبة الهوائية مزدوجة التجويف لتهوية كل رئة بشكل مستقل، وهذا مفيد أثناء العمليات الرئوية والصدرية الأخرى.

## أنبوب القصبة الهوائية
تتوفر عدة أنواع من أنابيب فغر القصبة الهوائية اعتمادًا على متطلبات المريض.

## زر القصبة الهوائية
يستخدم زر القصبة الهوائية بشكل عام في الأشخاص الذين يعانون من انقطاع النفس الانسدادي النومي الشديد والذين غالبًا ما يرتدون هذا الجهاز أثناء ساعات الاستيقاظ ويخلعونه أثناء النوم لضمان وجود مجرى هواء وتقليل مخاطر الاختناق، نظرًا لأن الأنبوب لا يمتد بعيدًا في القصبة الهوائية فمن السهل التنفس والتحدث مع وجود الجهاز في مكانه.

## روابط خارجية
- Resource explaining various types of endotracheal tubes
- ACLS algorithms with manual that includes further tracheal tube information.

## قراءة إضافية
- Brodsky، JB؛ Lemmens، JM (2003). "Left Double-Lumen Tubes: Clinical Experience With 1,170 Patients". Journal of Cardiothoracic and Vascular Anesthesia. ج. 17 ع. 3: 289–98. DOI:10.1016/S1053-0770(03)00046-6. PMID:12827573. مؤرشف من الأصل (PDF) في 2017-09-23.